# Heraclia smithii
Heraclia smithii là một loài bướm đêm trong họ Noctuidae.